# 圆叶藤山柳
圆叶藤山柳（学名：Clematoclethra franchetii）为猕猴桃科藤山柳属的植物，是中国的特有植物。分布在中国大陆的湖北、四川等地，生长于海拔1,800米至2,900米的地区，多生在山林中，目前尚未由人工引种栽培。

## 异名
- Clematoclethra franchetii Komino var. latifolia C. F. Liang et Y.C. Chen